# Parathyma asura
Parathyma asura är en fjärilsart som beskrevs av Moore 1857. Parathyma asura ingår i släktet Parathyma och familjen praktfjärilar. Inga underarter finns listade i Catalogue of Life.